# Peter Cetera
Peter Paul Cetera (ur. 13 września 1944 w Chicago) – amerykański muzyk i wokalista, były basista grupy Chicago.

## Życiorys
Urodził się w rodzinie polsko-amerykańskiej. Był drugim z sześciorga rodzeństwa. Od dzieciństwa wykazywał zainteresowanie muzyką. Kiedy miał 5 lat nauczył się grać na akordeonie. W wieku 14 lat zakupił swoją pierwszą gitarę.
Grywał w kilku różnych chicagowskich zespołach, lecz renomę zdobył po opuszczeniu The Exceptions. Wtedy to właśnie (w 1967) wstąpił do zespołu znanego jako The Big Thing. Niedługo potem zespół zmienił nazwę na Chicago Transit Authority. Podczas pracy z zespołem powstało wiele popularnych utworów, takich jak np. „You’re the Inspiration”, „Hard to Say I’m Sorry”, „Wishing You Were Here” oraz jeden z najbardziej rozpoznawalnych utworów zespołu – „If You Leave Me Now”. W 1985 roku Cetera zdecydował na opuszczenie zespołu i rozpoczęcie kariery solowej.
W 1986 roku odniósł spektakularny sukces piosenką „The Glory of Love” napisaną wraz z Davidem Fosterem na potrzeby filmu The Karate Kid, Part II. W tym samym roku dokonał nagrań z Agnethą Fältskog. Efektem współpracy był album pt. „I Stand Alone”, wydany w 1987, na którym znalazły się piosenki skomponowane przez Bruce’a Gaitscha. Późniejsza kariera piosenkarza to występy między innymi z Cher (piosenka „After All” – temat końcowy z filmu Chances are), Paulem Anką czy Amy Grant. W 1998 roku ogłosił rezygnację z dalszej twórczości, jednak w 2001 wydał kolejny album.

## Dyskografia
- 1981 – Peter Cetera
- 1986 – Solitude/Solitaire (w USA zdobył Platynową Płytę)
- 1988 – One More Story
- 1992 – World Falling Down
- 1995 – One Clear Voice
- 1997 – You’re the Inspiration: A Collection
- 2001 – Another Perfect World
- 2004 – You Just Gotta Love Christmas